# 506 TCN
506 TCN là một năm trong lịch La Mã.